# شهرستان خلج
شهرستان خلچ (به ترکمنی: Halaç etraby، حالاچ اطرابیٛ) یک شهرستان در ترکمنستان است که در استان لب آب واقع شده‌است.
در تاریخ ۲۵ نوامبر ۲۰۱۷، شهرستان قره‌بکه‌وول منحل شده و اراضی آن به این شهرستان واگذار شد. در تاریخ ۹ نوامبر ۲۰۲۲، اراضی شهرستان سابق قره‌بکه‌وول از این شهرستان جدا شده و به شهرستان صیاد واگذار شد.

## تقسیمات اداری
شهرستان خلج شامل یک شهر، یک شهرک، و هشت شورای روستایی می‌باشد.
- شهرها (şäherler / شأهرلر)
  - خلج (Halaç / حالاچ)

- شهرک‌ها (şäherçeler / شأهرچه‌لر)
  - چوخ‌پتده (Çohpetde / چوْح‌پتده)

- شوراهای روستایی (oba geňeşlikleri / اوْبا گنگشلیکلری)
  - اسن‌منگلی (Esenmeňli / اسن‌منگلی)
    - اسن‌منگلی (Esenmeňli / اسن‌منگلی)
    - آق‌یاپ (Akýap / آق‌یاپ)
    - ‌ عبدالرحیم زنهاری (Abdyrahym Zynhary adyndaky / عبدالرحیم زیٛنهاریٛ آدیٛنداقیٛ)
    - مختوم‌قلی (Magtymguly adyndaky / ماغتیٛم‌قوْلی آدیٛنداقیٛ)

  - اغوزخان (Oguzhan / اوْغوُرحان)
    - مین‌قشله‌لی (Maňgyşlaly / مانگقیٛشلالیٛ)
    - مصر (Müsür / موٚصوٚر)

  - ‌ آلتین‌عصر (Altyn asyr / آلتیٛن‌عاصیٛر)
    - آریق‌آیاق (Arygaýak / آریٛق‌آیاق)
    - بای‌خلقی (Baýhalky / بای‌حالقیٛ)
    - پستی (Pesti / پستی)
    - چیلان (Çilan / چیلان)
    - قاضی‌آریق (Kazyaryk / قاضیٛ‌آریٛق)
    - مش‌پایه (Mäşpaýa / مأش‌پایا)

  - پلوَرت (Pelwert / پلوَرت)
    - پلوَرت (Pelwert / پلوَرت)
    - رحیم‌بردلی (Reýimberdili / رحیم‌بردیلی)
    - قول‌اگنجه (Gulegenje / قوُل‌اگنجه)

  - خلج  (Halaç / حالاچ)
    - آجی (Ajy / آجیٛ)
    - آزادی (Azady / آزادیٛ)
    - بابادهقان (Babadaýhan / بابادایحان)
    - جیحون (Jeýhun / جیحوُن)
    - قره‌آغاج (Garagaç / قاراآغاچ)

  - سرخ (Surh / سوُرح)
    - تازه‌مقصد (Täzemaksat / تأزه‌ماقصاد)
    - سرخ (Surh / سوُرح)
    - عمر‌قزلجه (Omargyzylja / عوْمرقیٛزیٛلجا)

  - گونش‌لیک (Güneşlik / گوٚنش‌لیک)
    - گونش‌لیک (Güneşlik / گوٚنش‌لیک)

  - گویچ‌بیرلشیک (Güýçbirleşik / گوٚیچ‌بیرلشیک)
    - آزادلیق (Azatlyk / آزاتلیٛق)
    - گویچ‌بیرلشیک (Güýçbirleşik / گوٚیچ‌بیرلشیک)